# A Past and Future Secret
A Past and Future Secret è un singolo della band tedesca Blind Guardian pubblicato nel 1995, tratto dall'album Imaginations from the Other Side.
La title track è una canzone acustica e il testo tratta il Ciclo arturiano, la cui fine è descritta attraverso gli occhi di un osservatore.
Nello specifico descrive la caduta di Camelot e la distruzione del sogno di Re Artù nella Battaglia di Camlann, dove il re e suo figlio bastardo Mordred si uccidono a vicenda.
Ferito mortalmente, Artù è trasportato ad Avalon dove rimarrà a guarire finché la Britannia non avrà nuovamente bisogno di lui.

## Tracce
1. "A Past and Future Secret" – 3:47
2. "Imaginations from the Other Side" – 7:18
3. "The Wizard" (cover degli Uriah Heep) – 3:17
4. "A Past and Future Secret" (Mix Orchestrale) – 3:48

## Componenti
- Hansi Kürsch - voce
- André Olbrich - chitarra
- Marcus Siepen - chitarra
- Thomas Stauch - batteria